# Ander Janín
Ander Janín Ardanaz (Pamplona, 25 de febrero de 1975) es un actor español partícipe en cine.

## Biografía
Desde su debut en 2001, el actor pamplonés Ander Janín ha alternado constantemente su trabajo como actor en cortometrajes y largometrajes. Con más de una decena de cortos a sus espaldas (casi todos ellos como protagonista), en los últimos años, su carrera como actor de cine se ha visto realzada con cuatro thrillers fantásticos, de bajo presupuesto: Lodo (segundo premio a mejor largometraje en el Festival of Fantastic Films , Manchester, UK; “Golden Aphrodite” a la mejor banda sonora en el Cyprus International Film Festival, Nicosia, Chipre; mejor película surrealista en el New York City International Film Festival ), Anamorphosis, La mirada negra, Nexos, El ángel entre la niebla, El espíritu de la escalera y La extensión del cielo, todos ellos de Karlos Alastruey. 
Actualmente se encuentra inmerso en la preproducción del largometraje "Estambul", cuyo rodaje tendrá lugar en 2014.

## Filmografía (largometrajes)
- Bajo las estrellas (2007)

- Lodo (2009) .

- La mirada negra (2010)

- Anamorphosis .

- Nexos .

- El espíritu de la escalera, en postproducción

- La extensión del cielo